# 볼빅

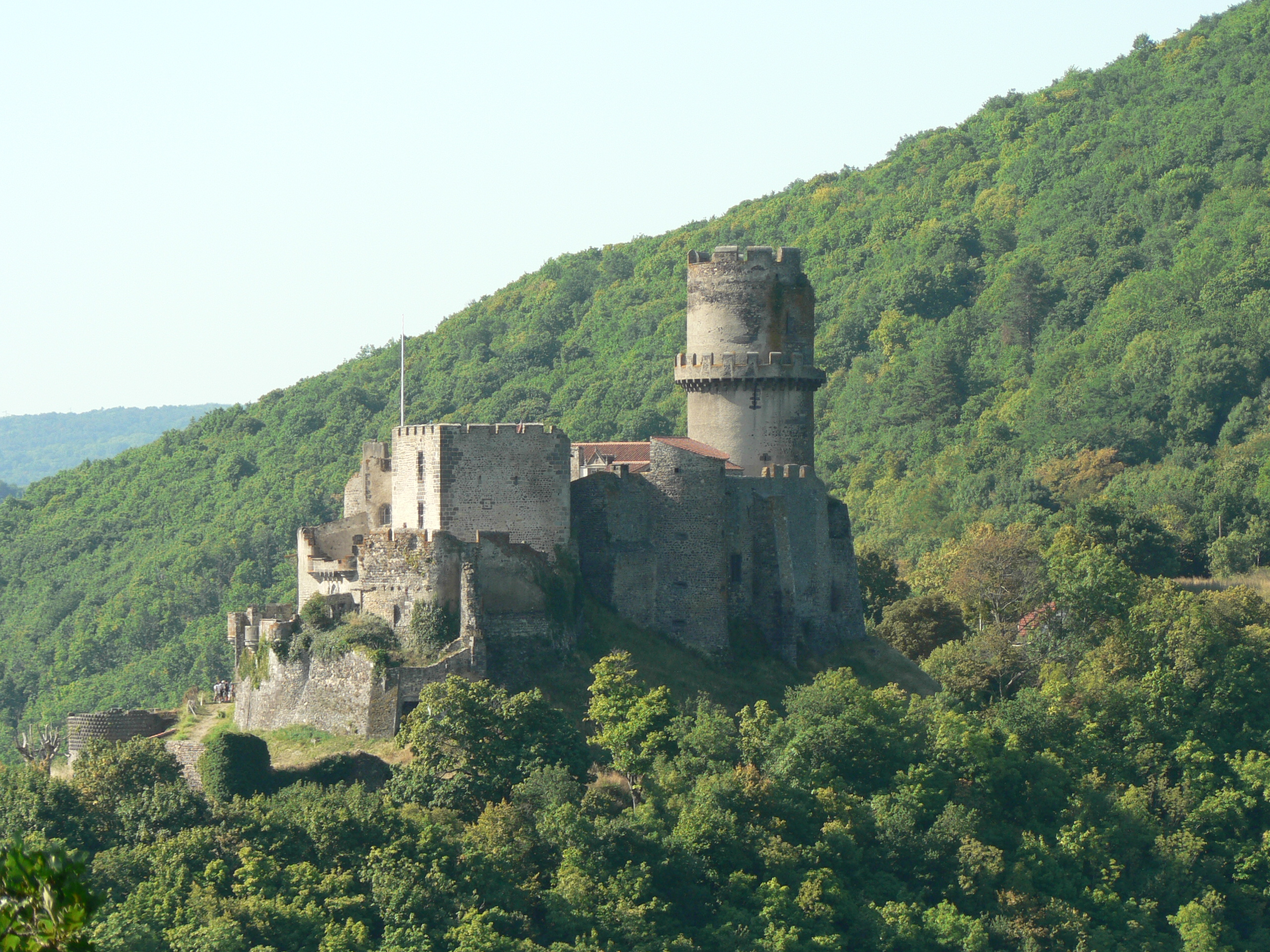
볼빅 성

볼빅(Volvic)은 프랑스 퓌드돔주의 한 코뮌이다.

## 같이 보기
- 퓌드돔주의 코뮌 목록